# Yohei Toyoda
Yohei Toyoda (n. 11 aprilie 1985) este un fotbalist japonez.

## Statistici
| Japonia | Japonia | Japonia |
| An      | Meciuri | Goluri  |
| ------- | ------- | ------- |
| 2013    | 3       | 0       |
| 2014    | 3       | 1       |
| 2015    |         |         |
| Total   | 6       | 1       |